# World Cinema Foundation
World Cinema Foundation é um projeto criado em 2007 a partir de uma idéia de Martin Scorsese e outros cineastas.

A organização não tem fins lucrativos e tem o objetivo de fornecer assistência financeira para a preservação, restauração e distribuição de filmes do mundo todo, em particular da África, da América Latina, da Ásia e da Europa Oriental. Até o momento, o World Cinema Project já restaurou 58 filmes em 30 países. 
A World Cinema Foundation é uma expansão natural do meu amor pelo cinema. Há dezessete anos, junto com meus colegas cineastas, criamos a Film Foundation para ajudar a preservar o cinema americano. Muito foi realizado e ainda há muito trabalho a ser feito, mas a Film Foundation criou uma base sobre a qual podemos construir. Acredito que agora existe uma consciência de preservação de filmes.

(Martin Scorsese, no Festival de Cannes de 2007)